# Heterixalus variabilis
Heterixalus variabilis (Ahl, 1930) è una rana della famiglia Hyperoliidae, endemica del Madagascar.

## Descrizione
È una specie che presenta un discreto grado di dimorfismo sessuale: di dimensioni sostanzialmente sovrapponibili (lunghezza totale 26–31 mm nei maschi, 25–33 mm nelle femmine), i due sessi si differenziano per il colore della livrea del dorso che si presenta di colore uniformemente dal beige al giallo nei maschi, con bande dorsolaterali assenti o appena accennate, mentre le femmine presentano bande nere più marcate, talvolta fuse tra di loro, che conferiscono un aspetto striato. Il ventre è biancastro mentre le estremità tendono al giallo-arancio.

## Distribuzione e habitat
H. variabilis è diffuso unicamente nell'area circostante il fiume Sambirano, nel Madagascar settentrionale, dal livello del mare a 200 m di altitudine.